# Joan d'Aragó (arquebisbe)
Joan d'Aragó (?, 1439/1440 - Albalate de Cinca, 19 de novembre de 1475) fou un religiós i militar aragonès fill de Joan II d'Aragó.
Fill bastard de Joan II d'Aragó, la seva mare devia ser una noble del llinatge dels Avellaneda (segons el biògraf Gonzalo García de Santa María, autor de manuscrits com el Aragoniae regum historia,, ms. 992 de la Biblioteca de Cataluña; i la Joannis Secundi Aragonum regis vita, ms. 9571 de la Biblioteca Nacional) o potser era membre de la família navarresa dels Ansa.
Joan d'Aragó fou el primer dels arquebisbes de Saragossa memore de la casa reial aragonesa, que volia assegurar-se el control d'aquest iimportant càrrec a través de fills naturals. Va ocupar la seu saragossana el 20 de juny de 1458, quan tenia uns 18 anys i quan tot just acabava d'arribar de Nàpols i hi va restar fins a les 36 a nys, quan va morir. Amb tot, mai va ser ordenat com a sacerdot, per la qual cosa sempre va deixar la direcció de la seu a mans de bisbes auxiliars i vicaris.
Des d'aquest càrrec va col·laborar amb el seu pare que li havia assignat diversos càrrecs de responsabilitat. Així, per exemple, fou lloctinent general del Regne d'Aragó. També va donar suport al seu pare en contra dels seus germans Carles de Viana i Blanca en la Guerra Civil de Navarra. També va donar suport al seu pare en la Guerra civil catalana, on va poder mostrar la seva veritable inclinació, la vida militar.
Va morir al voltant dels 36 años a Albalate de Cinca i fou enterrat en un bonic sepulcre situat al mur de l'Evangeli de la Catedral de Saragossa.